# Harbin Z-20
Harbin Z-20 – chiński średni śmigłowiec transportowy.

## Historia
Prace konstrukcyjne nad nowym średnim śmigłowcem transportowym rozpoczęto w 2006 roku. Maszyna swoją sylwetką przypomina amerykański Sikorsky UH-60 Black Hawk lub jego cywilną wersję Sikorsky S-70. Nie jest jasne, w jakim stopniu chińscy konstruktorzy skopiowali amerykańską konstrukcję. Z całą pewnością mieli dostęp do zakupionych legalnie w latach 80. XX wieku 24 egzemplarzy S-70C-2. Z-20, w odróżnieniu od amerykańskiego pierwowzoru, dysponuje większą pojemnością kabiny załogi i przedziału ładunkowego/desantowego. Wirnik główny posiada pięć łopat, co poprawia charakterystyki lotne maszyny w wysokogórskich warunkach. Kolejną ułatwieniem operowania w rozrzedzonym, górskim powietrzu jest wyposażenie łopaty wirnika głównego w elektryczny system odladzania krawędzi natarcia. Śmigłowiec wyposażony jest w aktywny układ tłumienia drgań wirnika, cyfrowy układ sterowania typu fly-by-wire. Radar pogodowy, system łączności oparty na łączu satelitarnym. Pod kabiną, w części dziobowej umieszczono głowicę elektrooptyczną do obserwacji w podczerwieni (FLIR – Forward-Looking InfraRed) i noktowizor (PNVS – Pilot Night Vision System). Kabina pilotów wyposażona w duże wyświetlacze wielofunkcyjne. Silniki WZ-10 dysponują mocą większą niż te, zastosowane w amerykańskiej konstrukcji. Realizując zadania transportowe, śmigłowiec dysponuje ładownością wewnątrz kabiny rzędu 1,5 t. Na zewnętrznym podwieszeniu może unieść ładunek o masie 5 t. Prototyp śmigłowca oblatany został 23 grudnia 2013. W maju 2018 roku maszyna weszła do służby liniowej. Oficjalne przyjęcie śmigłowca na uzbrojenie ogłoszono 1 października 2019 w trakcie święta z okazji 70-lecia proklamowania Chińskiej Republiki Ludowej.
Obok wersji transportowej, rozwijana jest również morska wersja śmigłowca. Ma ona charakteryzować się możliwością składania łopat wirnika głównego, belki ogonowej oraz umieszczonego na jej końcu steru poziomego, który ma być składany ku górze. Planowane są co najmniej dwie wersję morskich śmigłowców. Pierwsza z nich, oznaczona jako Z-20F, ma być przeznaczona do realizacji zadań zwalczania okrętów podwodnych. Wyposażenie śmigłowca ma obejmować zanurzalny sonar, radar do obserwacji powierzchni morza. Radar posiada kilka anten umieszczonych pod kadłubem. System wspomagania lądowania i kotwiczenia maszyny na pokładzie okrętu. Z-20F ma możliwość transportowania podwieszanych pod kadłubem ładunków. Prawdopodobnie seryjne maszyny wejdą na uzbrojenie chińskich niszczycieli rakietowych typu 055. To na pokładzie jednego z nich, 3 lipca 2019 po raz pierwszy zaobserwowano makietę śmigłowca. W locie maszyna po raz pierwszy została zaobserwowana 10 października 2019. Z-20F ma być zdolny do przenoszenia uzbrojenia zdolnego do zwalczania niewielkich jednostek morskich, w rodzaju lekkich pocisków kierowanych lub dwóch torped Yu-9K, przenoszonych na zewnętrznych węzłach po bokach kadłuba. Drugą morską wersją śmigłowca ma być Z-20J, wielozadaniowa maszyna przeznaczona do realizacji zadań transportowych, poszukiwawczych, ratowniczych, rozpoznawczych.